# Xã Maple Lake, Quận Wright, Minnesota
Xã Maple Lake (tiếng Anh: Maple Lake Township) là một xã thuộc quận Wright, tiểu bang Minnesota, Hoa Kỳ. Năm 2010, dân số của xã này là 2.048 người.